# ليشتنشتاين (ساكسونيا)
ليشتن اشتاين زاكسن (بالألمانية: Lichtenstein, Saxony) هي بلدة ألمانية تقع في ألمانيا في ساكسونيا.

## المدن التوأمة
مدن فولينغن و إنجر هي مدن توأمة لـليشتن اشتاين زاكسن.

## أعلام
- روني كونينغ
- ماكسيميليان كابلر
- ستيف جينكنير
- كارل ماكس شنايدر